# Sentiero dei Russi
Il Sentiero dei Russi si trova a Baselga di Piné in Alta Valsugana, nell’Altopiano di Piné.

## Storia
Il sentiero fu costruito durante la prima guerra mondiale dai prigionieri russi dell’impero austro-ungarico.
per il trasporto di materiali e risorse.
Durante la prima guerra mondiale in Trentino-Alto Adige venivano trasferiti i prigionieri russi e serbi dal 
fronte orientale al fronte italiano. Questi prigionieri venivano usati come lavoratori, costruttori e trasportatori di merci, armi e risorse.  Spesso risultavano inadatti ai pesanti lavori militari in territorio di montagna e le loro prestazioni lavorative, non essendo operai professionisti, furono definite come assolutamente insoddisfacenti.
Nell'ottobre del 1915 cinquecento prigionieri russi furono messi a lavorare a Baselga di Piné nel cantiere militare del paese.

### Prigionieri russi
(Corinna Ioriatti)
Vivevano in piccole baracche che si costruivano e,  per guadagnare un po' di soldi, lavoravano il rame e l’alluminio che trovavano al fronte per creare piccoli oggetti da vendere.

### Toponimi
Durante la prima guerra mondiale i prigionieri russi e serbi lavorarono su tutto il territorio trentino. Per questo motivo oggi si possono trovare più costruzioni come strade, case o chiese che riportano i toponimi “dei Russi” o “dei Serbi”.  I toponimi che presentano la specificazione "dei Russi" sono più numerosi e sono presenti su tutto il Trentino, ad eccezione della Valsugana, il Primiero e la Valle del Chiese.